# Саканоуэ-но Корэнори
Саканоуэ-но Корэнори или Саканоэ-но Корэнори, Саканоэ Корэнори (坂上 是則, конец IX — начало X века) — японский вака-поэт периода Хэйан. Входит в число «тридцати шести бессмертных поэтов» средневековья.

## Биография
Происходил из старинного военного рода, но во время жизни Корэнори мужчины его семьи стали служить в Ведомстве Дворцовых служб (Накацукаса), занимая там секретарские посты.
При императоре Уда (867—931, годы правления: 887—897) Саканоуэ-но Корэнори участвовал во многих проводимых во дворце поэтических состязаниях вместе с Ки-но Цураюки, Осикоти-но Мицунэ, Мибу-но Тадаминэ и др. Его стихи входят во все ведущие антологии, начиная с «Кокинвакасю».
Сохранилась и его домашняя антология «Корэнори-сю». Считается, что по поэтической манере он близок к Ки-но Цураюки.

## Семья
Отец — Саканоуэ-но Йошикаге. Сын — Саканоуэ-но Мотики, один из «пятёрки грушевого павильона».

## См. Также
- Вака
- Шесть бессмертных
- Тридцать шесть бессмертных поэтов

## Примечание
1. 1 2  Стихи Саканоуэ Коренори. www.asahi-net.or.jp. Дата обращения: 15 декабря 2022. Архивировано 20 мая 2022 года.
2. 1 2  Сакагами (яп.). コトバンク. Дата обращения: 15 декабря 2022. Архивировано 15 декабря 2022 года.